# Dobrușa, Șoldănești
Dobrușa este satul de reședință al comunei cu același nume  din raionul Șoldănești, Republica Moldova. Satul are o suprafață de circa 1.34 kilometri pătrați, cu un perimetru de 5.36 km. Din componența comunei fac parte localitățile Dobrușa, Zahorna și Recești. Satul Dobrușa este situat la o distanță de 20 km de orașul Șoldănești și la 130 km de Chișinău. 
La nord de localitate (1,5 km.) se află mănăstirea omonimă.

## Istorie
Prima atestare documentară datează din 20 decembrie 1437:
„Din mila lui Dumnezeu, noi, Ilie voievod, domn al Țării Moldovei, și fratele domniei mele, Ștefan voievod. Facem cunoscut, cu aceasta carte a noastră, tuturor celor care o vor vedea sau o vor auzi citindu-se, ca acest adevărat boier al nostru credincios, pan Mihail de la Dorohoi, a slujit sfântrăposatului tatălui nostru cu dreapta și credincioasa slujba, iar astăzi ne slujește noua cu dreaptă și credincioasa slujbă. De aceea, noi, văzând dreapta și credincioasa lui slujba către noi, i-am miluit cu deosebita noastră milă și i-am dat și i-am înnoit și i-am întărit satele lui și privilegiul pe care și l-a dat sfântrăposatul părintele nostru, anume: satul Chindinții, și satul lui Herțea, pe Prut, ... încă satul, sub Caragine, unde este Simeon cneaz, la obârșia Dobrușei, încă satul, sub Caragine, Dobrușa, și satul, sub Caragine, Mordvina, încă  satul, mai jos de Mordovina, sub Caragine, pe Dobrușa, unde sunt Fântânile,, ...

...
 
Iar pentru mai mare întărire a tuturor celor mai sus-scrise, am poruncit slugii noastre credincioase, pan Dionis logofăt, să scrie și să atârne pecetea noastră la această carte a noastră.
 
A scris Pașco, la Suceava, în anul 6945 <1437> decembrie 20 zile.”

## Demografie
Numărul populației satului Dobrușa, conform rezultatelor recensământului din 1988 este de 994 locuitori, La recensământul din anul 2004, populația satului constituia 792 de oameni, dintre care 50.51% - bărbați și 49.49% - femei. Structura etnică a populației în cadrul satului era următoarea: 98.36% - moldoveni, 0.88% - ucraineni, 0.76% - ruși.
Conform datelor recensământului din anul 2004, populația la nivelul comunei Dobrușa constituie 1541 de oameni, dintre care 49.19% - bărbați și 50.81% - femei. Compoziția etnică a populației comunei era următoarea: 97.79% - moldoveni, 0.97% - ucraineni, 0.71% - ruși, 0.45% - țigani, 0.06% - alte etnii.
În comuna Dobrușa au fost înregistrate 573 de gospodării casnice în anul 2004, iar mărimea medie a unei gospodării era de 2.7 persoane.

## Galerie de imagini

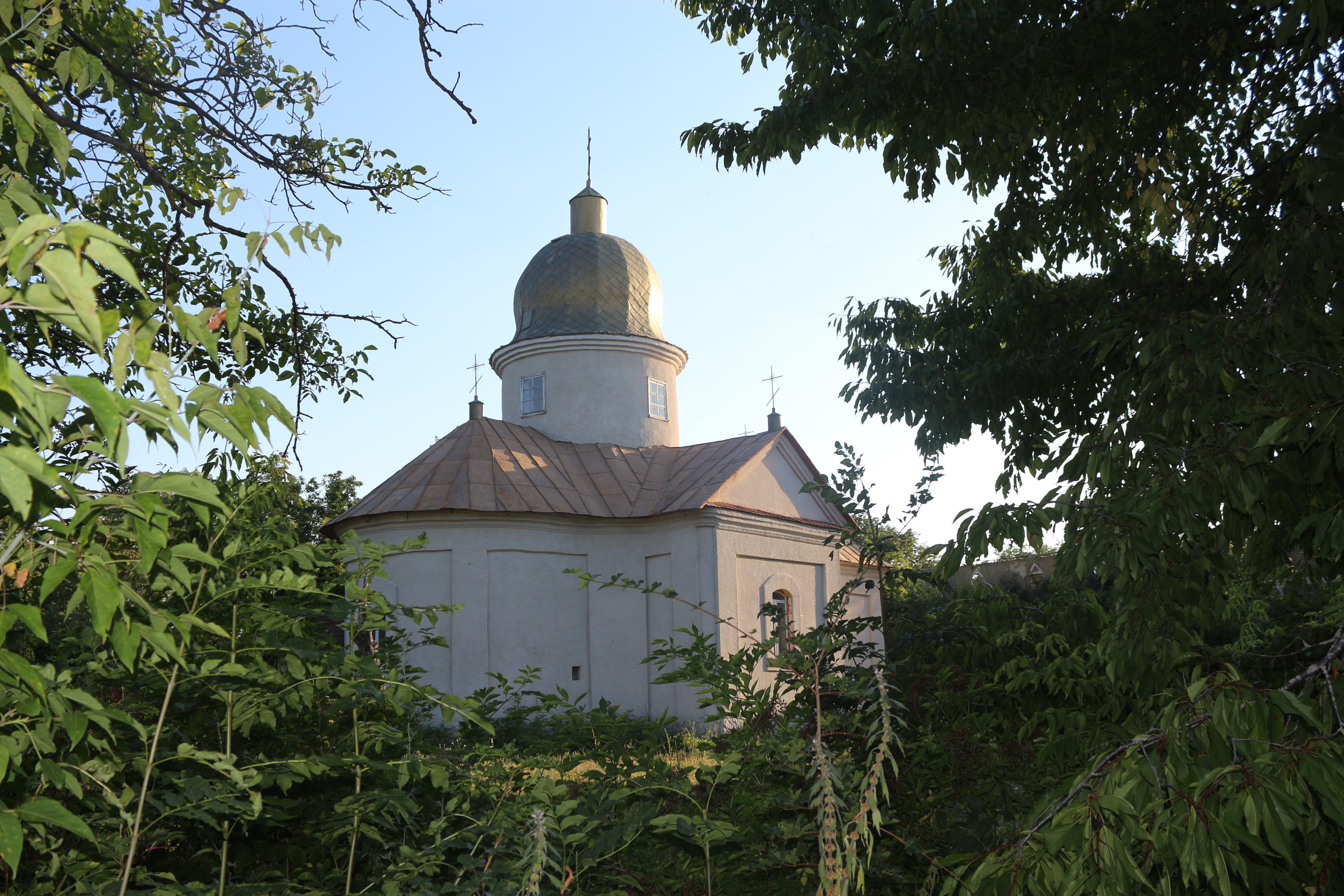
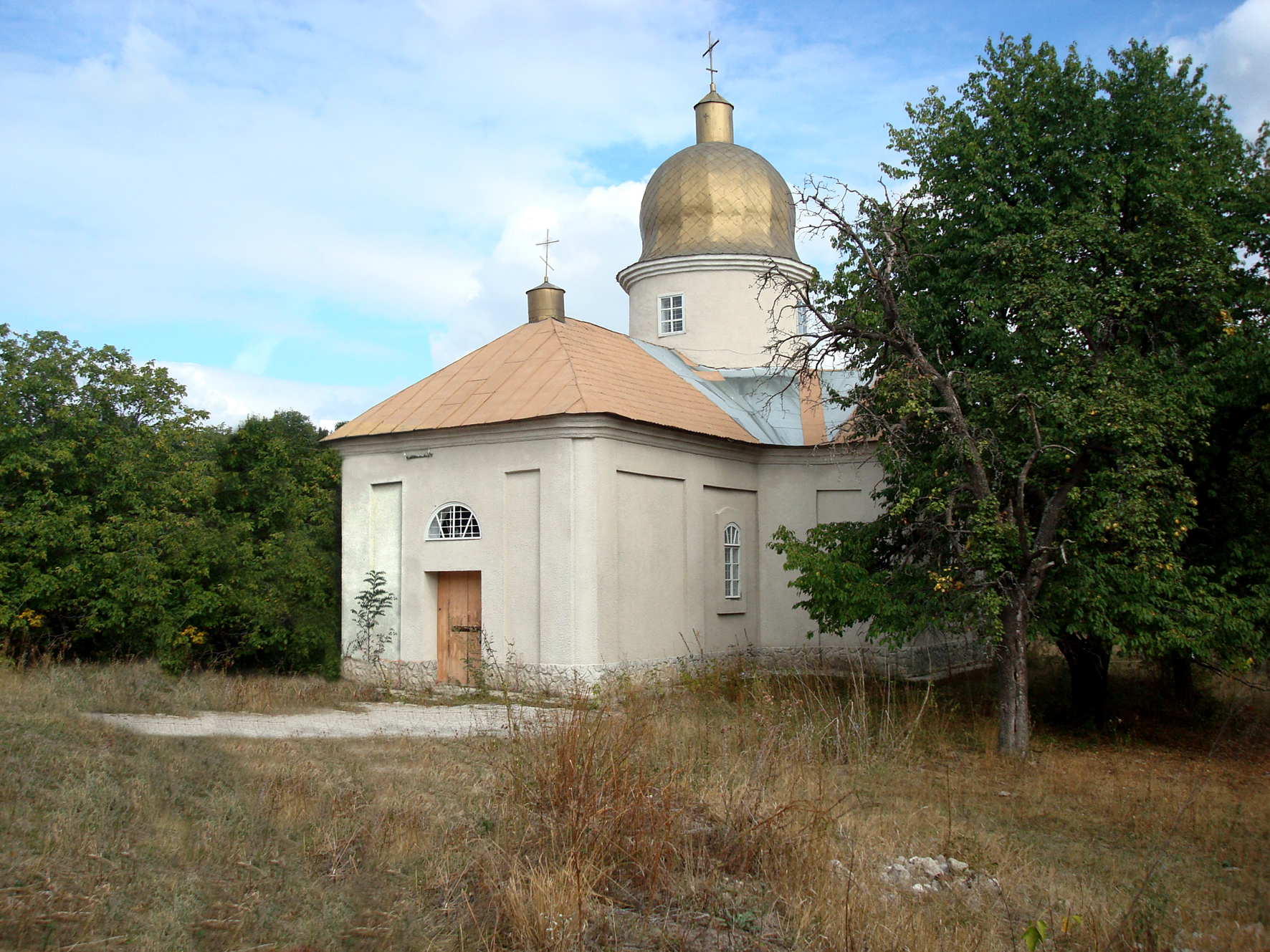
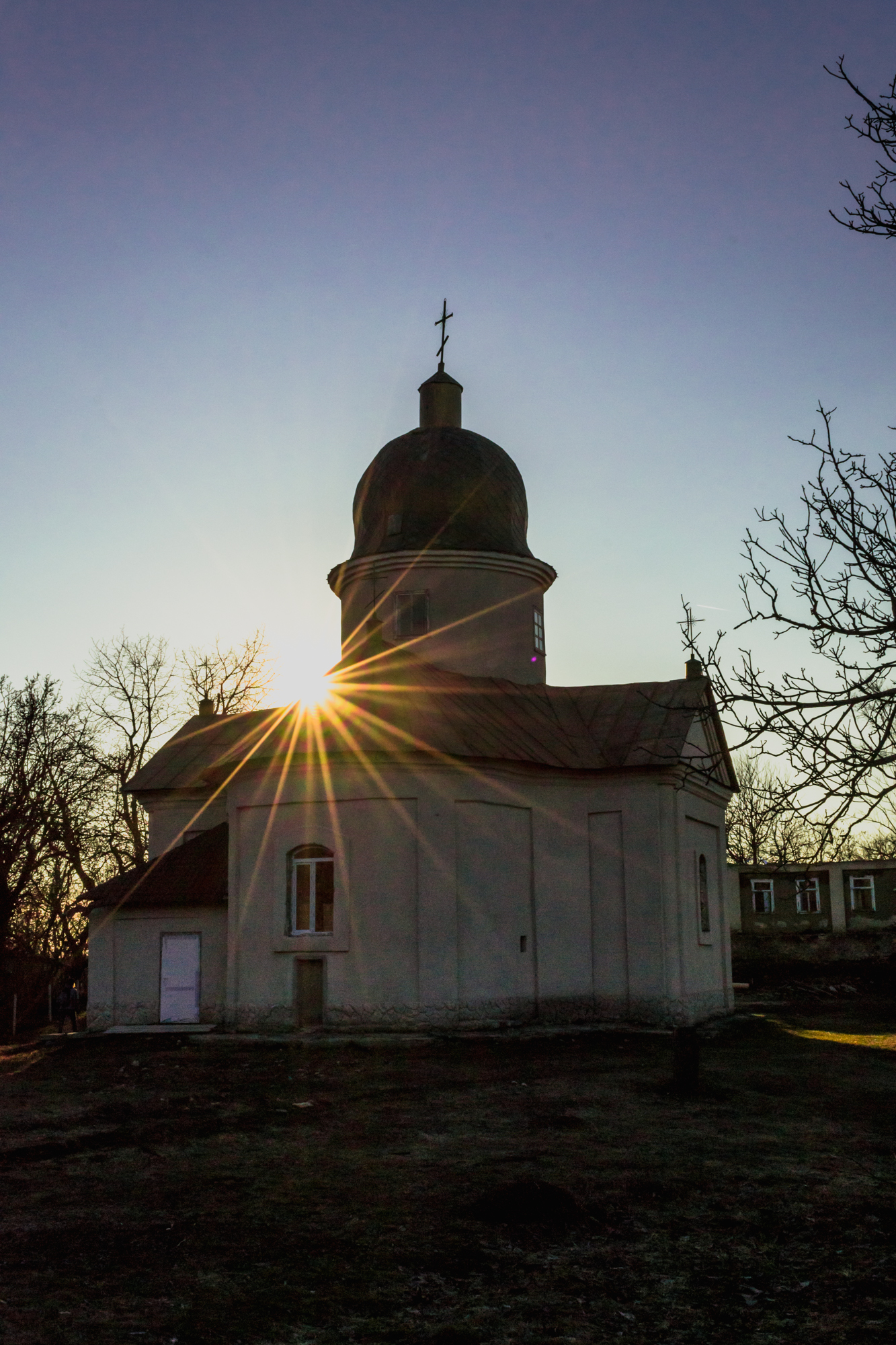
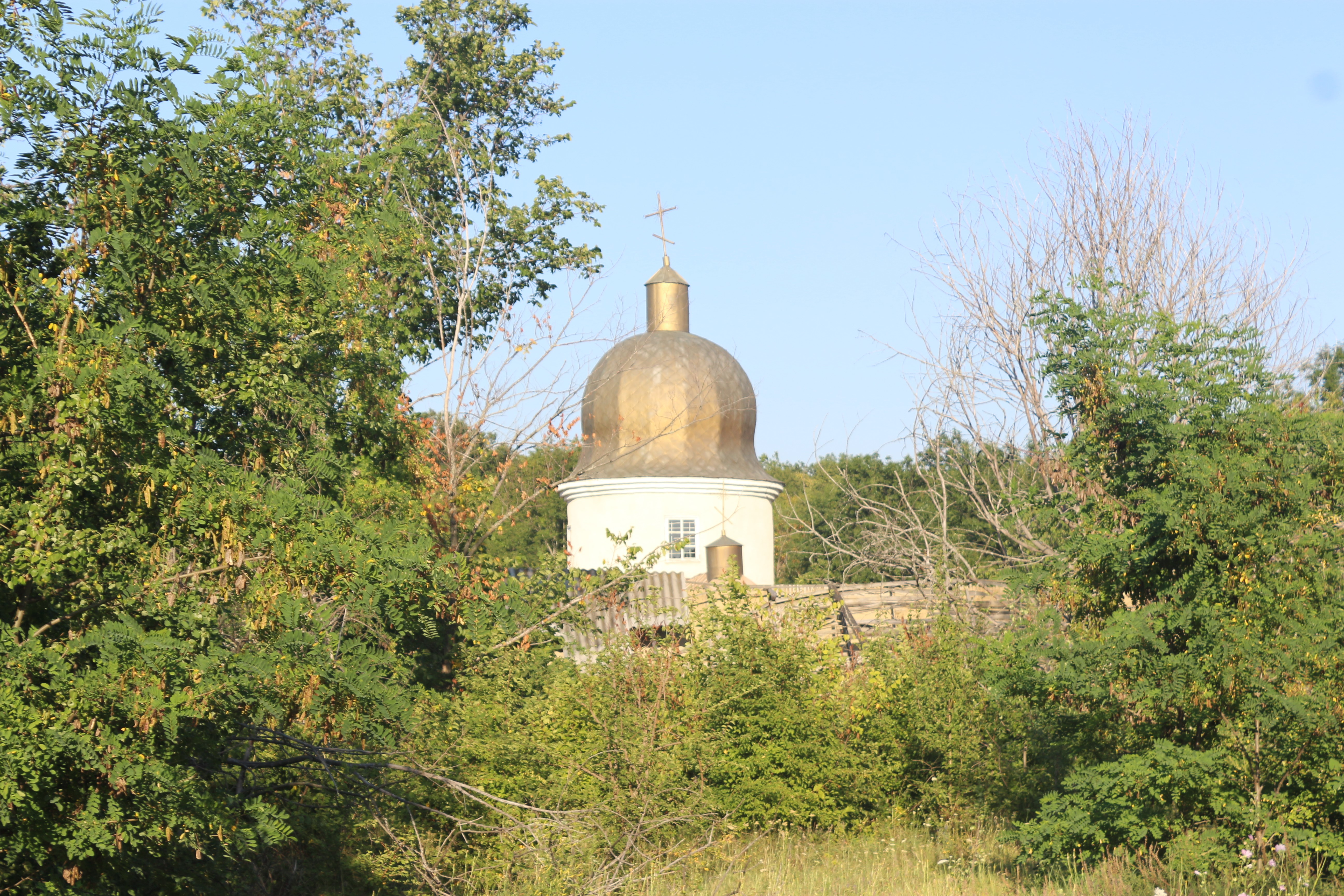
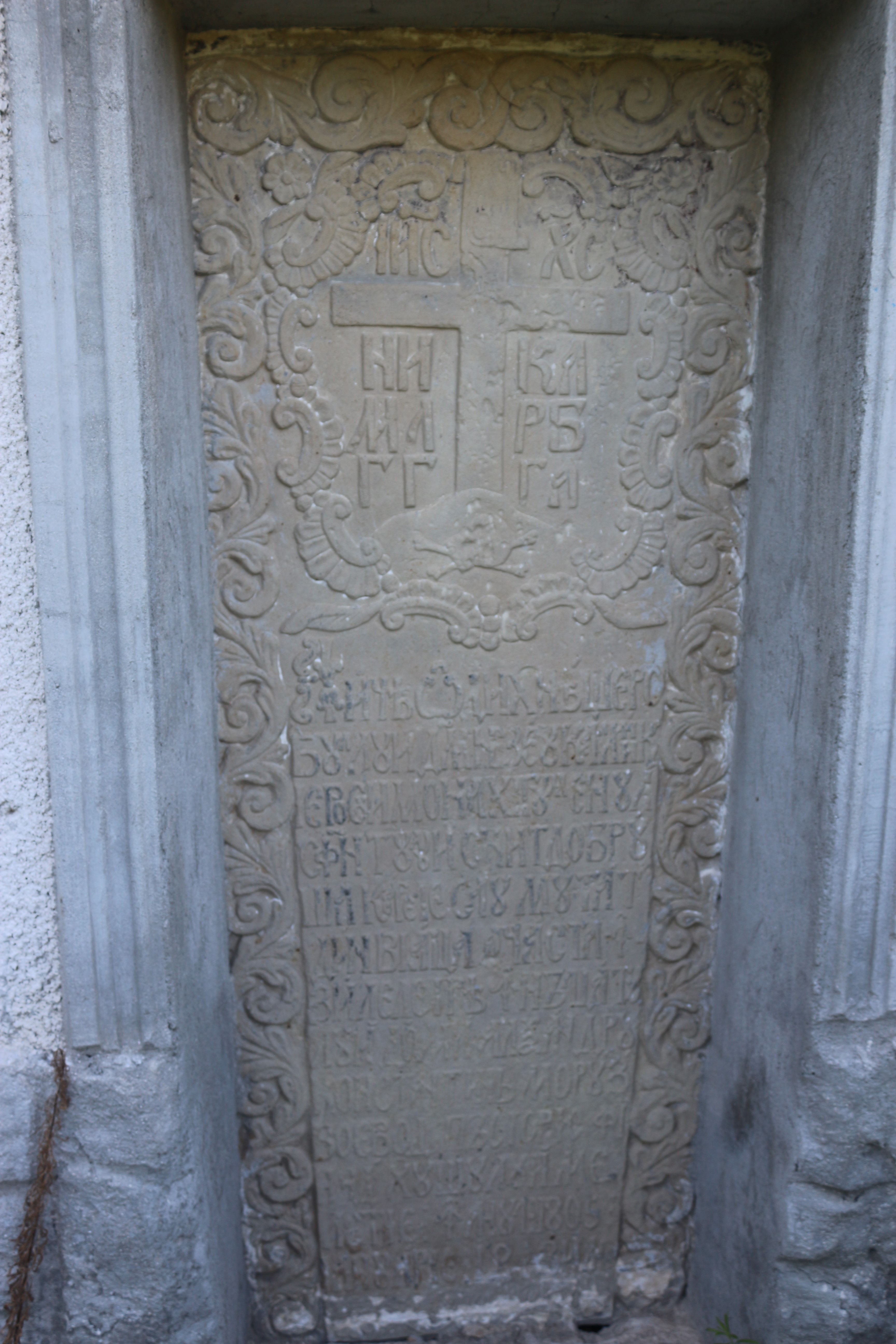
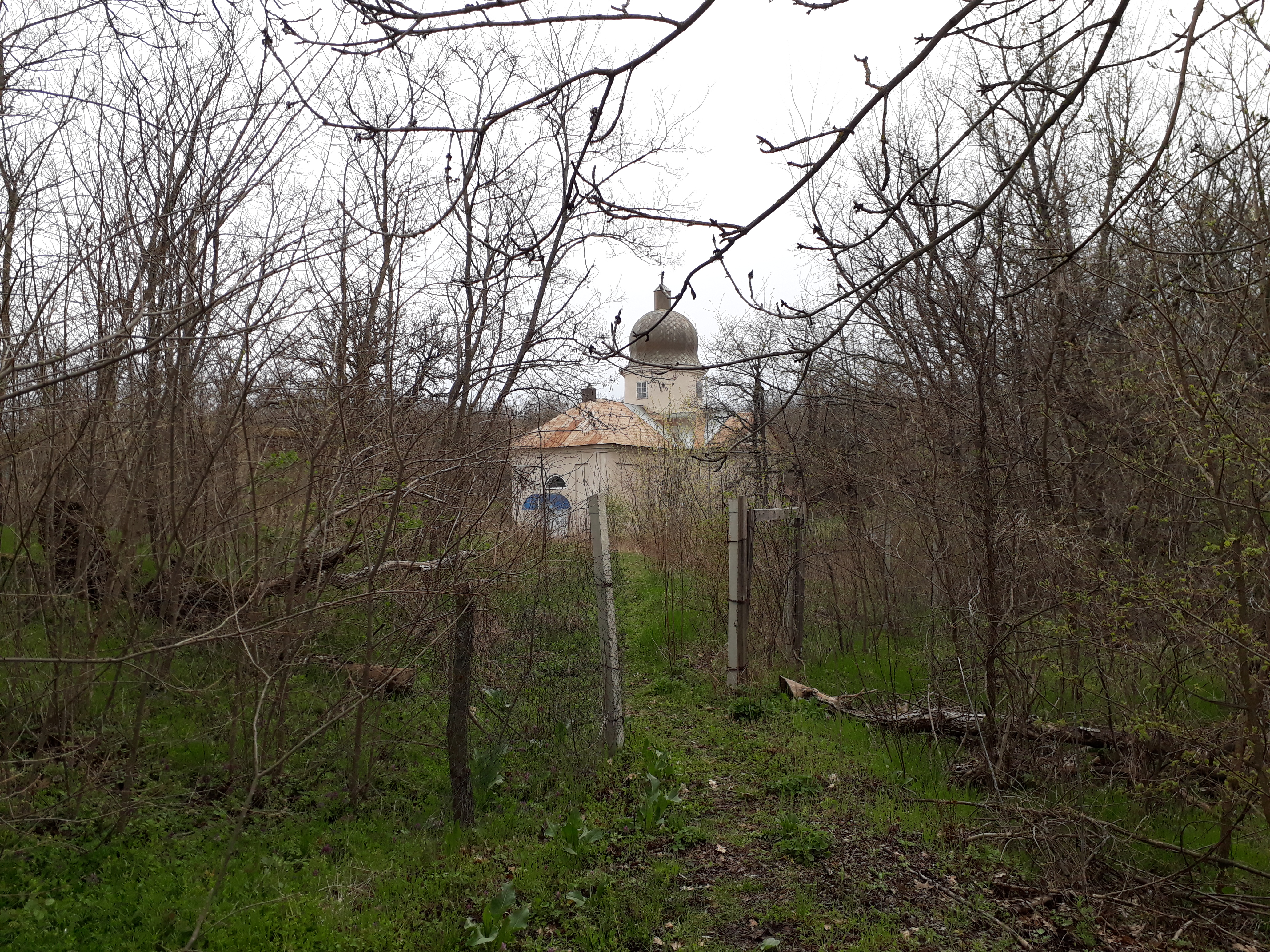

Schitul „Sfântul Nicolae” din localitate.
Mănăstirea „Sfântul Nicolae”, situată la nord de localitate.

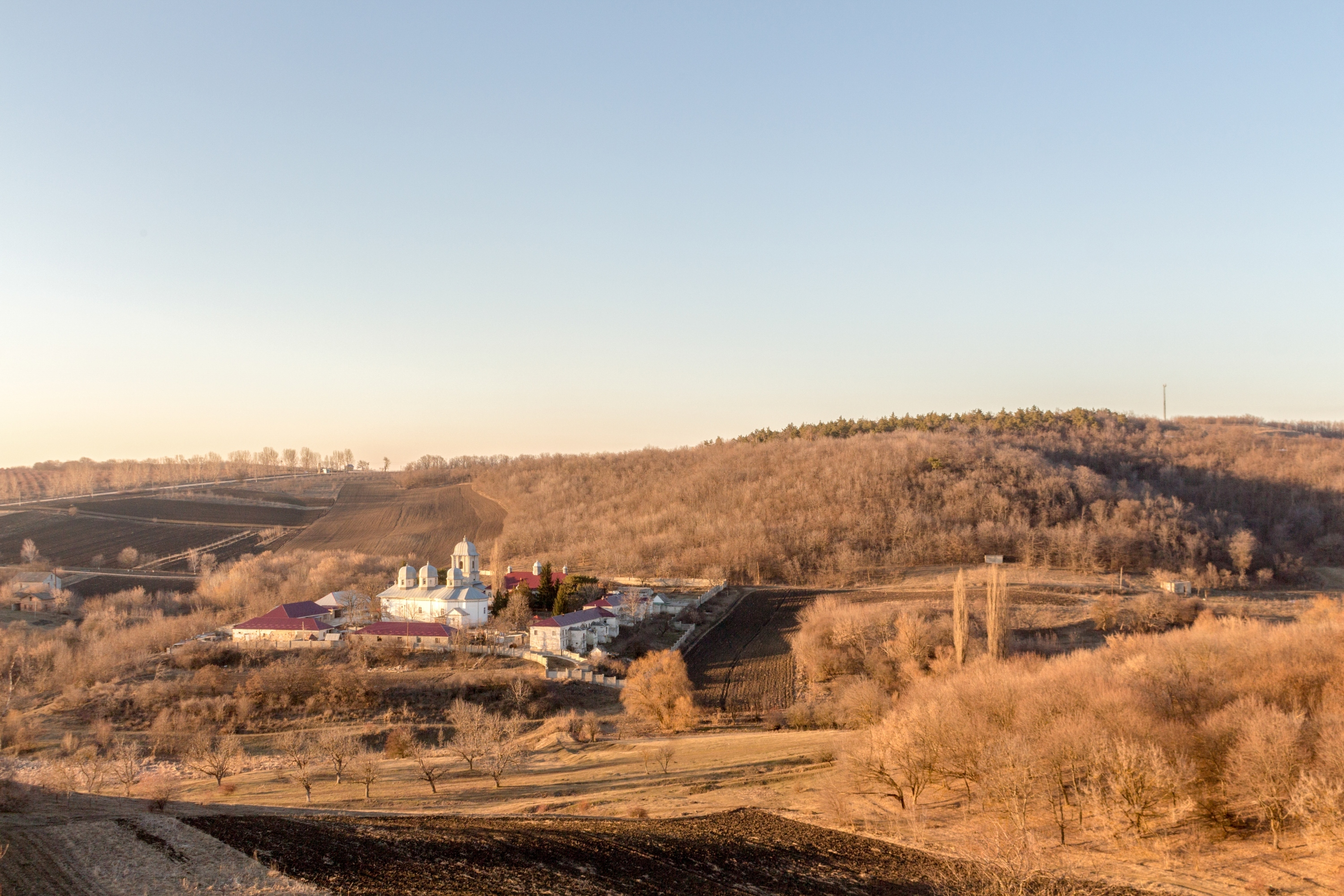
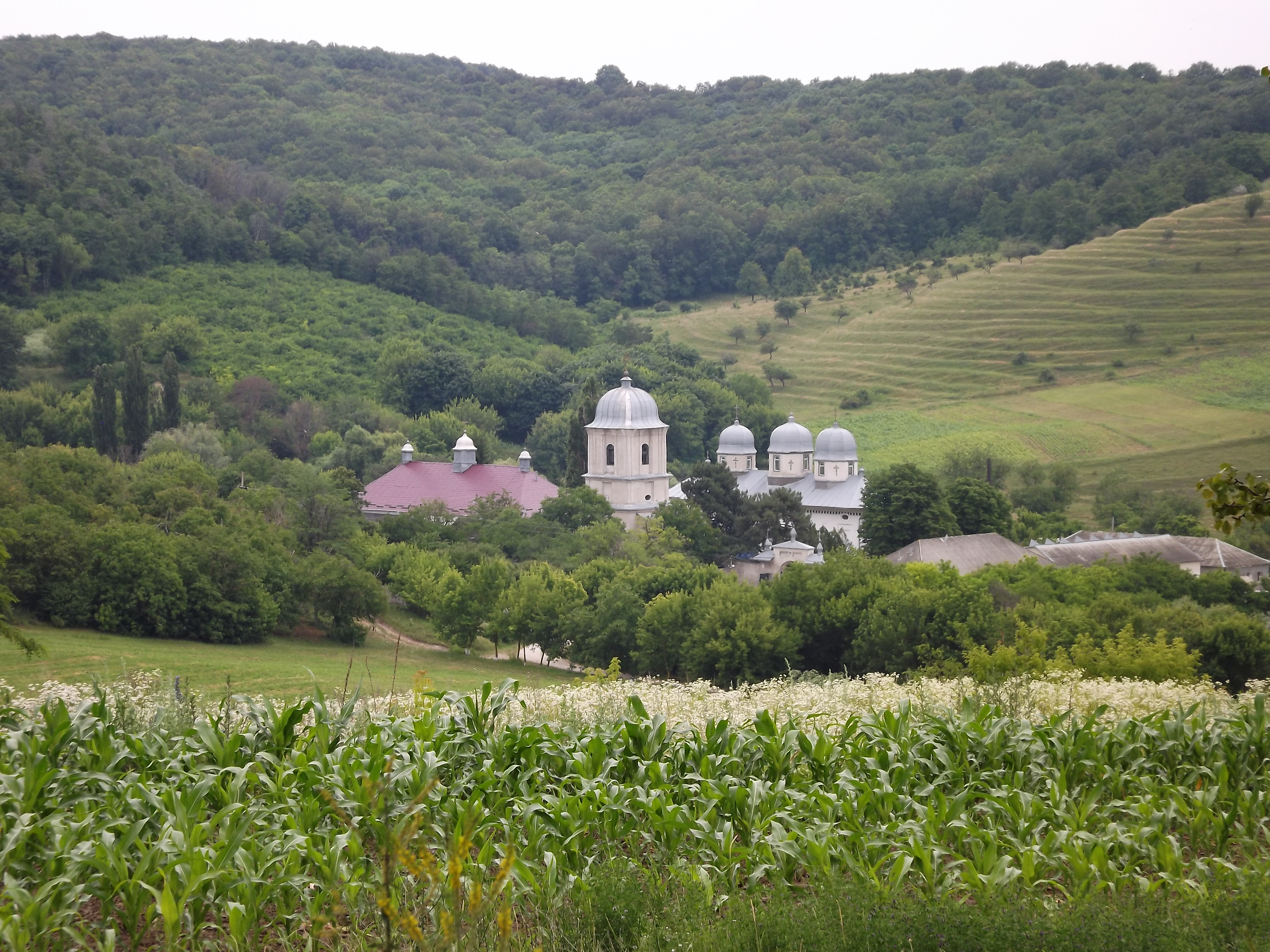
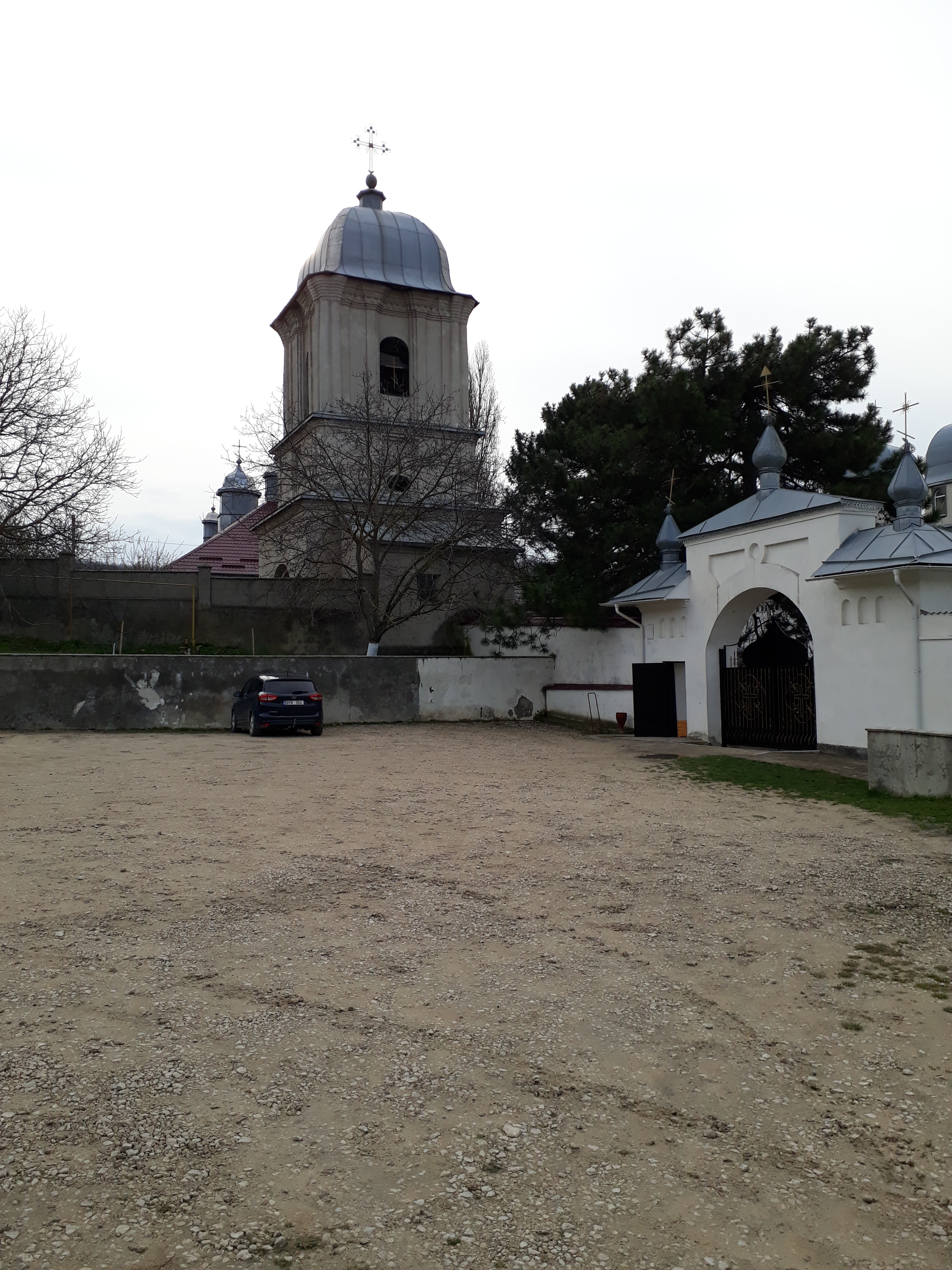
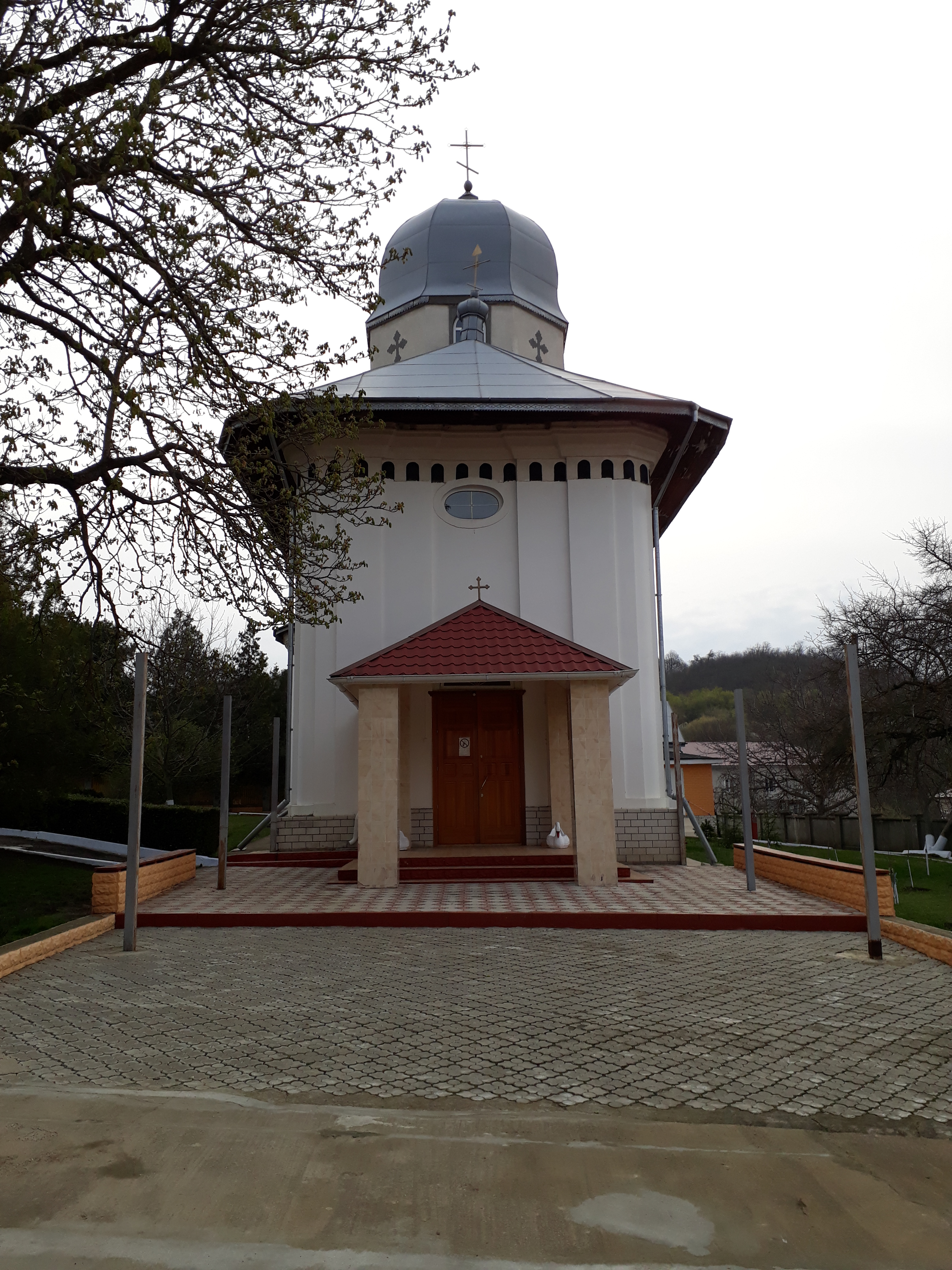
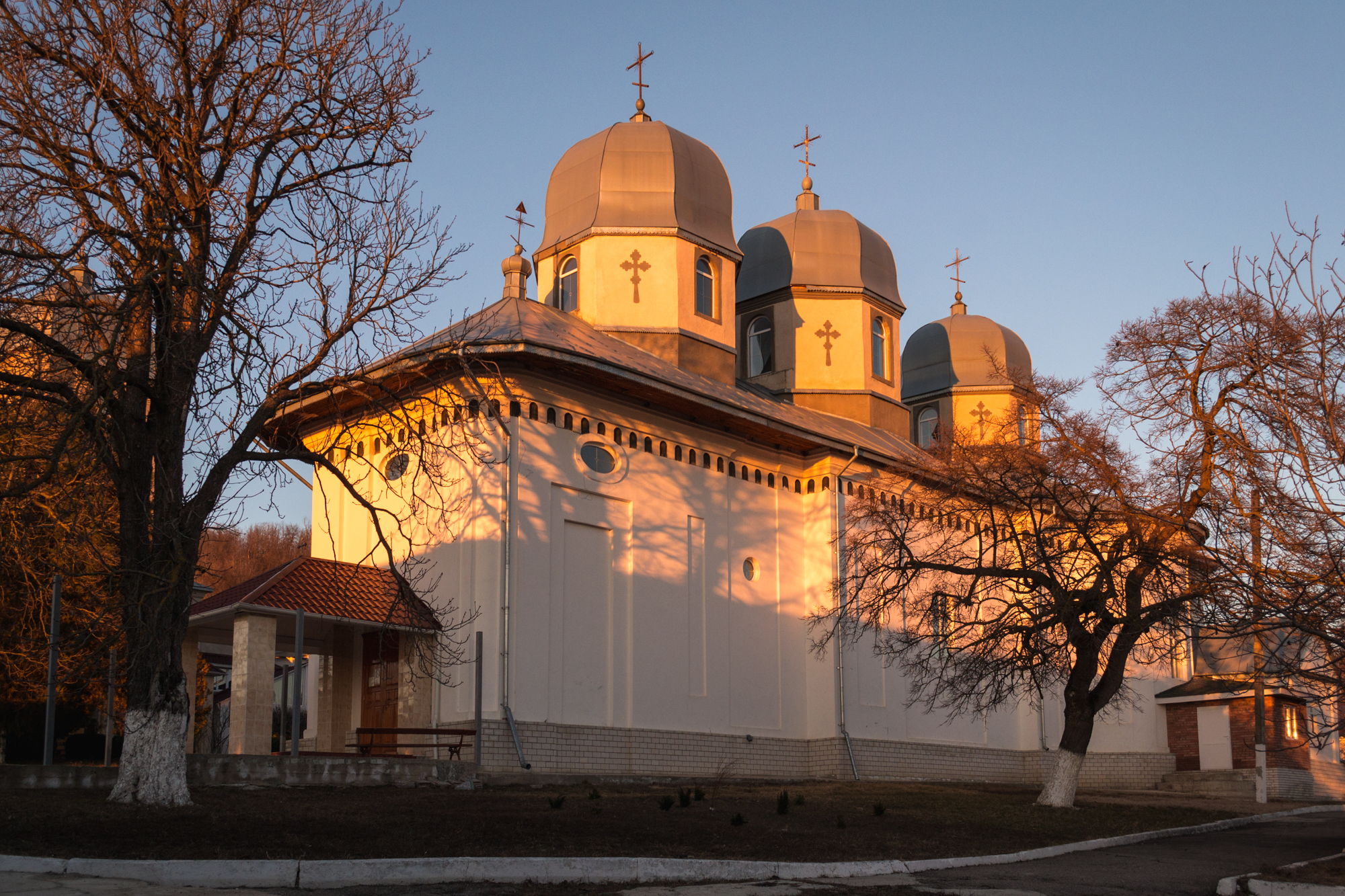
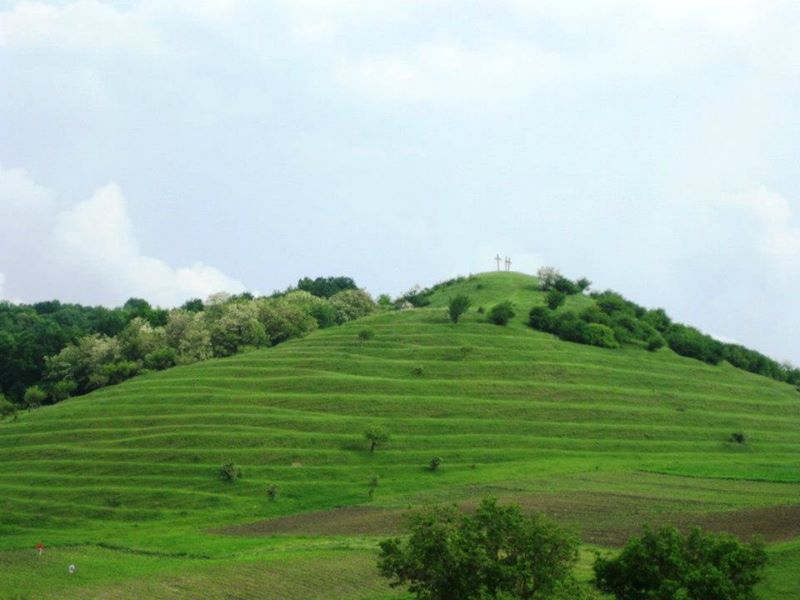
3 cruci pe un vârf adiacent.

## Vezi și
- Mănăstirea Dobrușa